# Vatricania guentheri
Vatricania guentheri ist die einzige Pflanzenart der monotypischen Gattung Vatricania in der Familie der Kakteengewächse (Cactaceae). Das Artepitheton guentheri ehrt Ernesto Günther aus Valparaíso, der den deutschen Geographen und Botaniker Carl Troll bei dessen Forschungen in Bolivien finanziell unterstützte.

## Beschreibung
Vatricania guentheri wächst strauchig mit von der Basis aus verzweigten Trieben und erreicht Wuchshöhen von bis zu 2 Metern. Die aufrechten, hellgrünen Triebe haben einen Durchmesser von bis zu 10 Zentimetern. Es sind etwa 27 schwach gehöckerte Rippen vorhanden, auf denen sich gelblich weiß bewollte Areolen befinden, die 1 Zentimeter voneinander entfernt stehen. Die etwa 15 dunkelgelben Dornen sind 0,5 bis 2,2 Zentimeter lang. Das Cephalium ist bis zu 50 Zentimeter lang und besteht aus rötlich brauner bis grauer Wolle und zahlreichen Dornen mit einer Länge von 4 bis 6 Zentimeter.
Die glocken- bis röhrenförmigen, gelblich weißen Blüten sind 8 Zentimeter lang und haben Durchmesser von 2,5 bis 3 Zentimetern. Ihr Perikarpell und die Blütenröhre sind mit feiner, leicht rosafarbener Wolle besetzt.  Die  Früchte sind beschuppt.

## Verbreitung, Systematik und Gefährdung
Vatricania guentheri ist in Bolivien in den Departamentos Cochabamba, Chuquisaca und Santa Cruz in Höhenlagen von etwa 800 bis 1400 Metern verbreitet.
Die Erstbeschreibung als Cephalocereus guentheri erfolgte 1931 durch Walter Kupper. Curt Backeberg stellte die Art 1950 in die Gattung Vatricania. Weitere nomenklatorische Synonyme sind Espostoa guentheri (Kupper) Buxb. ex Eggli (2005). und Echinopsis guentheri (Kupper) Anceschi & Magli (2013).
In der Roten Liste gefährdeter Arten der IUCN wird die Art als „Near Threatened (NT)“, d. h. als gering gefährdet geführt.

## Nachweise